# Víctor II de Anhalt-Bernburg-Schaumburg-Hoym
Víctor II Carlos Federico de Anhalt-Bernburg-Schaumburg-Hoym (Schaumburg, 2 de noviembre de 1767 - Schaumburg, 22 de abril de 1812) fue un príncipe alemán de la Casa de Ascania de la rama Anhalt-Bernburg y gobernante del principado de Anhalt-Bernburg-Schaumburg-Hoym.
Era el hijo mayor del Príncipe Carlos Luis de Anhalt-Bernburg-Schaumburg-Hoym, de su segunda esposa Amalia Leonor, hija del Príncipe Federico Guillermo de Solms-Braunfels.

## Biografía

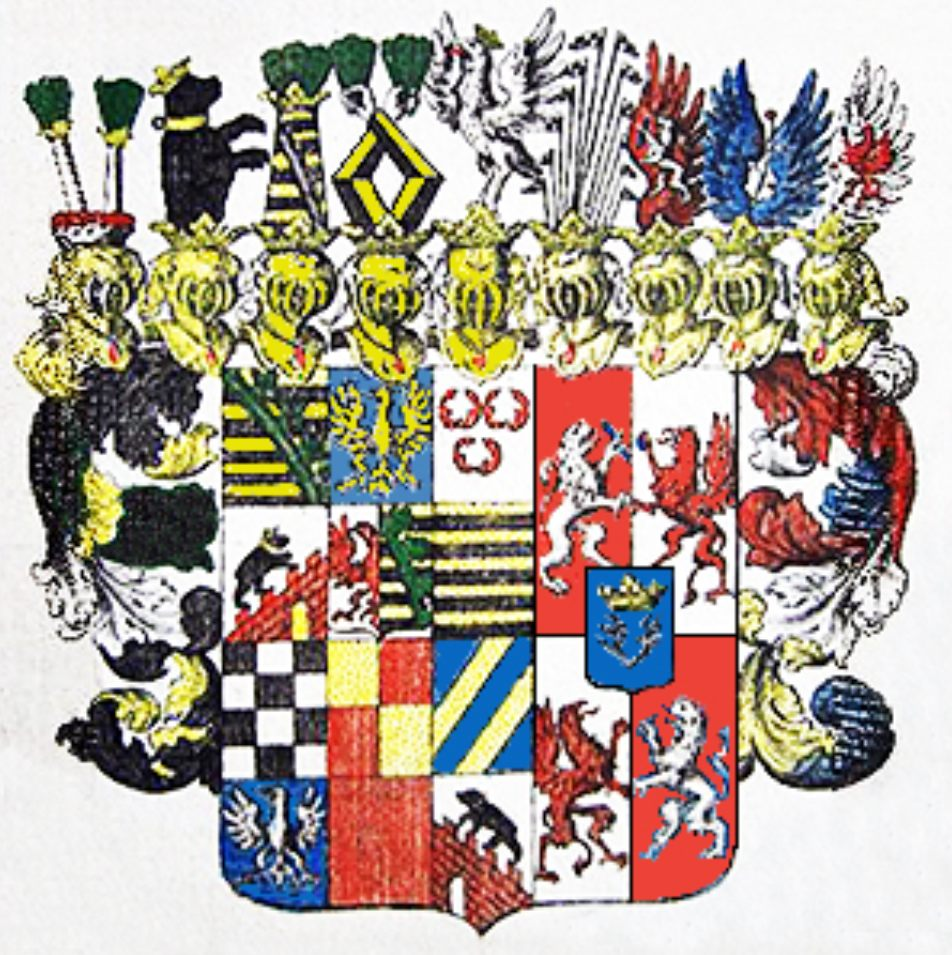
Escudo de Armas de los príncipes de Anhalt-Bernburg-Schaumburg-Hoym

Víctor Carlos Federico sucedió a su padre en Anhalt-Bernburg-Schaumburg-Hoym a su muerte en 1806.
Durante la mayor parte de su reinado estuvo en conflicto con su medio tío Federico sobre el gobierno del principado. Federico proclamaba que la primogenitura nunca estuvo formalmente instalada en Anhalt-Bernburg-Schaumburg-Hoym y como consecuencia, tenía derechos para gobernar conjuntamente con Víctor Carlos Federico. Sin embargo, a su muerte después de solo seis años de reinado y sin un descendiente varón, Víctor Carlos Federico fue finalmente sucedido por su tío.

## Matrimonio e hijos
En Weilburg el 29 de octubre de 1793 Víctor Carlos Federico contrajo matrimonio con la Princesa Amelia de Nassau-Weilburg, entonces de Nassau (Kirchheimbolanden, 7 de agosto de 1776 - Schaumburg, 19 de febrero de 1841), hija del Príncipe Carlos Cristián de Nassau-Weilburg, y su madre la Princesa Carolina, una bisnieta del rey Jorge II de Gran Bretaña. Tuvieron cuatro hijas:
1. Princesa Herminia de Anhalt-Bernburg-Schaumburg-Hoym (Hoym, 2 de diciembre de 1797 - Budapest, 14 de septiembre de 1817), desposó el 30 de agosto de 1815 al Archiduque José Antonio de Austria, Palatino de Hungría.
2. Princesa Adelaida de Anhalt-Bernburg-Schaumburg-Hoym (Hoym, 23 de febrero de 1800 - Oldenburg, 13 de septiembre de 1820), desposó el 24 de julio de 1817 al Gran Duque Heredero Pablo Federico Augusto de Oldenburgo.
3. Princesa Emma de Anhalt-Bernburg-Schaumburg-Hoym (Schaumburg, 20 de mayo de 1802 - Pyrmont, 1 de agosto de 1858), desposó el 26 de junio de 1823 al Príncipe Jorge II de Waldeck-Pyrmont.
4. Princesa Ida de Anhalt-Bernburg-Schaumburg-Hoym (Schaumburg, 10 de marzo de 1804 - Oldenburg, 31 de marzo de 1828), desposó el 24 de junio de 1825 al Gran Duque Heredero Pablo Federico Augusto de Oldenburgo, viudo de su hermana.